# Флисси, Мохамед
Мохаме́д Флисси́ (араб. محمد فليسي‎; род. 13 февраля 1990, Бумердес) — алжирский боксёр, представитель наилегчайших весовых категорий. Выступает за сборную Алжира по боксу начиная с 2010 года, чемпион Всеафриканских игр в Браззавиле, чемпион Средиземноморских игр в Мерсине, двукратный чемпион Африки, серебряный и бронзовый призёр чемпионатов мира, победитель и призёр турниров международного значения, участник двух летних Олимпийских игр.

## Биография
Мохамед Флисси родился 13 февраля 1990 года в городе Бумердес, Алжир.
Первого серьёзного успеха на взрослом международном уровне добился в сезоне 2010 года, когда вошёл в основной состав алжирской национальной сборной и побывал на Всемирных играх боевых искусств в Пекине, откуда привёз награду бронзового достоинства, выигранную в первой наилегчайшей весовой категории.
В 2011 году стал серебряным призёром Всеафриканских игр в Мапуту и выступил на чемпионате мира в Баку.
Занял первое место на африканской олимпийской квалификации в Касабланке и благодаря этой победе удостоился права защищать честь страны на летних Олимпийских играх 2012 года в Лондоне. В категории до 49 кг уже на предварительном этапе со счётом 11:19 потерпел поражение от тайца Кеу Понгпраюна и выбыл из борьбы за медали. Начиная с этого времени регулярно принимал участие в матчевых встречах полупрофессиональной лиги WSB, где представлял команду «Алжирские пустынные ястребы».
В 2013 году Флисси добавил в послужной список золотую медаль, завоёванную на Средиземноморских играх в Мерсине, и серебряную медаль, полученную на мировом первенстве в Алма-Ате — в финальном решающем поединке проиграл казаху Биржану Жакыпову.
Начиная с 2014 года боксировал в наилегчайшем весе, в частности в новой для себя весовой категории одержал победу на Кубке африканских наций в ЮАР.
В 2015 году стал чемпионом Африки по боксу, занял первое место на Всеафриканских играх в Браззавиле, выиграл бронзовую медаль на чемпионате мира в Дохе, где на стадии полуфиналов был остановлен азербайджанцем Эльвином Мамишзаде. Также с этого времени боксировал на турнирах чемпионата AIBA Pro Boxing.
Одолел всех соперников на африканской олимпийской квалификации в Камеруне и тем самым прошёл отбор на Олимпийские игры 2016 года в Рио-де-Жанейро. В категории до 52 кг на предварительном этапе выиграл у болгарина Даниела Асенова, в то время как в четвертьфинале со счётом 0:3 был побеждён венесуэльцем Йоэлем Финолем.
После бразильской Олимпиады Флисси остался в составе боксёрской команды Алжира и продолжил принимать участие в крупнейших международных турнирах. Так, в 2017 году он одержал победу на чемпионате Африки в Конго и выступил на мировом первенстве в Гамбурге, где остановился на стадии 1/8 финала.